# Copa Espírito Santo de Futebol de 2007
A Copa Espírito Santo de 2007 foi a quinta edição do segundo torneio mais importante do estado do Espírito Santo. Foi disputada por oito clubes.
O campeão classificou-se para a Copa do Brasil de 2008.

## Fórmula
O Campeonato foi disputado na forma abaixo:

### 1.ª Fase
os 8 times são divididos em 2 grupos de 4 times,
eles se enfrentam em turno e returno com os 2 primeiros se classificando a segunda fase;

### 2.ª Fase
Os 4 Times jogam em turno e returno com os dois primeiros se classificando á final;

### Finais
Foram jogadas nos dias 11 e 18 de novembro.

## Participantes
Colatinense

CTE Colatina(ESSE)

Desportiva Ferroviária

Jaguaré

Linhares FC

Rio Branco

Serra

Vilavelhense

## Classificação da 1ªfase

### Grupo 1
| Pos | Equipes     | Pts | J | V | E | D | GP | GS | SG | Classificação                   |
| --- | ----------- | --- | - | - | - | - | -- | -- | -- | ------------------------------- |
| 1   | Jaguaré     | 14  | 6 | 4 | 2 | 0 | 11 | 2  | 9  | Zona de classificação à 2ª Fase |
| 2   | Linhares FC | 9   | 6 | 2 | 3 | 1 | 6  | 5  | 4  | Zona de classificação à 2ª Fase |
| 3   | Colatinense | 6   | 6 | 1 | 3 | 2 | 4  | 6  | –2 |                                 |
| 4   | ESSE        | 2   | 6 | 0 | 2 | 4 | 4  | 12 | –8 |                                 |

### Grupo 2
| Pos | Equipes                | Pts | J | V | E | D | GP | GS | SG | Classificação                   |
| --- | ---------------------- | --- | - | - | - | - | -- | -- | -- | ------------------------------- |
| 1   | Vilavelhense           | 10  | 6 | 3 | 1 | 2 | 14 | 6  | 8  | Zona de classificação à 2ª Fase |
| 2   | Rio Branco             | 10  | 6 | 3 | 1 | 2 | 8  | 9  | -1 | Zona de classificação à 2ª Fase |
| 3   | Desportiva Ferroviária | 8   | 6 | 2 | 2 | 2 | 6  | 6  | 0  |                                 |
| 4   | Serra                  | 6   | 6 | 2 | 0 | 4 | 5  | 12 | –7 |                                 |

## 2ª Fase
| Pos | Equipes      | Pts | J | V | E | D | GP | GS | SG  | Classificação                 |
| --- | ------------ | --- | - | - | - | - | -- | -- | --- | ----------------------------- |
| 1   | Jaguaré      | 14  | 6 | 4 | 2 | 0 | 11 | 4  | 7   | Zona de classificação à Final |
| 2   | Vilavelhense | 10  | 6 | 3 | 1 | 2 | 7  | 5  | 2   | Zona de classificação à Final |
| 3   | Linhares FC  | 6   | 6 | 1 | 3 | 2 | 6  | 8  | -2  |                               |
| 4   | Rio Branco   | 2   | 6 | 0 | 2 | 4 | 8  | 18 | –10 |                               |

## Final
Primeiro jogo
| 11 de novembro | Vilavelhense | 0 – 0 | Jaguaré |                      |
| 10:30 (UTC−2)  |              |       |         | Público: não se sabe |

Segundo jogo
| 18 de novembro | Jaguaré | 0 (5) – (4) 0 | Vilavelhense |                |
| 10:30 (UTC−2)  |         |               |              | Público: 2 564 |

## Classificação Final
| Tabela de classificação | Tabela de classificação | Tabela de classificação | Tabela de classificação | Tabela de classificação | Tabela de classificação | Tabela de classificação | Tabela de classificação | Tabela de classificação | Tabela de classificação |
| Time | Time                    | Pts                     | J                       | V                       | E                       | D                       | GP                      | GC                      | SG                      |
| --- | ----------------------- | ----------------------- | ----------------------- | ----------------------- | ----------------------- | ----------------------- | ----------------------- | ----------------------- | ----------------------- |
| 1 | Jaguaré                 | 30                      | 14                      | 8                       | 6                       | 0                       | 22                      | 6                       | 16                      |
| 2 | Vilavelhense            | 22                      | 14                      | 6                       | 4                       | 4                       | 26                      | 13                      | 13                      |
| 3 | Linhares FC             | 15                      | 12                      | 3                       | 6                       | 3                       | 12                      | 13                      | -1                      |
| 4 | Rio Branco              | 12                      | 12                      | 3                       | 3                       | 6                       | 16                      | 27                      | -11                     |
| 5 | Desportiva Ferroviária  | 8                       | 6                       | 2                       | 2                       | 2                       | 6                       | 6                       | 0                       |
| 6 | Serra                   | 6                       | 6                       | 2                       | 0                       | 4                       | 5                       | 12                      | -7                      |
| 7 | Colatinense             | 6                       | 6                       | 1                       | 3                       | 2                       | 4                       | 6                       | -2                      |
| 8 | ESSE                    | 2                       | 6                       | 0                       | 2                       | 4                       | 4                       | 12                      | -8                      |
| Pts – pontos; J – jogos disputados; V - vitórias; E - empates; D - derrotas; GP – gols pró; GC – gols contra; SG – saldo de gols |                         |                         |                         |                         |                         |                         |                         |                         |                         |

|  | Campeão;                     |
|  | Vice-Campeão;                |
|  | Eliminados na 2ª Fase;       |
|  | Eliminados na Primeira Fase. |

## Campeão
| Copa Espírito Santo 2007 |
| ------------------------ |
| Jaguaré 1º Título        |